# Will Petschenig
William „Will“ Petschenig (* 3. Februar 1995 in Manotick, Ontario) ist ein ehemaliger kanadisch-schweizerischer Eishockeyspieler, der unter anderem beim Genève-Servette HC und EHC Biel in der Schweizer National League unter Vertrag stand.

## Spielerlaufbahn
Petschenig spielte im Jugendbereich zunächst für die Upper Canada Cyclones, die Saison 2011/12 verbrachte er bei den Cornwall Colts in der Central Canada Hockey League und wechselte zur Saison 2012/13 in die Ontario Hockey League. Dort spielte er zunächst drei Jahre für die Oshawa Generals. In der Saison 2014/15 gewann er mit der Mannschaft die OHL-Meisterschaft und holte den Memorial Cup, also die kanadische Juniorenmeisterschaft. Allerdings konnte er bei letzterem Titelgewinn aufgrund eines Armbruchs nicht auf dem Eis mitwirken. In der Saison 2015/16 trug er dann das Hemd von Saginaw Spirit, ebenfalls in der OHL.
Im Mai 2016 erhielt er beim Genève-Servette HC aus der Schweizer National League A (NLA) seinen ersten Vertrag als Berufsspieler. Anfang Dezember 2018 wechselte Petschenig im Tausch gegen Mauro Dufner zum EHC Biel. Im Dezember 2020 beendete er seine Karriere.

## Persönliches
Petschenigs Vater Dan, der einst in der Canadian Football League spielte, starb 2013. In Gedenken an seinen Vater rief er in Saginaw die Initiative „A Heart Like Mine“ ins Leben, in deren Rahmen er Aktivitäten für Kinder anbot, die ebenfalls ein Elternteil verloren haben. Im Mai 2016 wurde er für sein Engagement mit der Dan Snyder Memorial Trophy der Ontario Hockey League ausgezeichnet. Wenig später erhielt er auch den CHL Humanitarian of the Year der gesamten Canadian Hockey League.

## Erfolge und Auszeichnungen
- 2015 J.-Ross-Robertson-Cup-Gewinn mit den Oshawa Generals
- 2016 Dan Snyder Memorial Trophy
- 2016 CHL Humanitarian of the Year
- 2017 Spengler-Cup-Gewinn mit dem Team Canada